# Förhuggningar

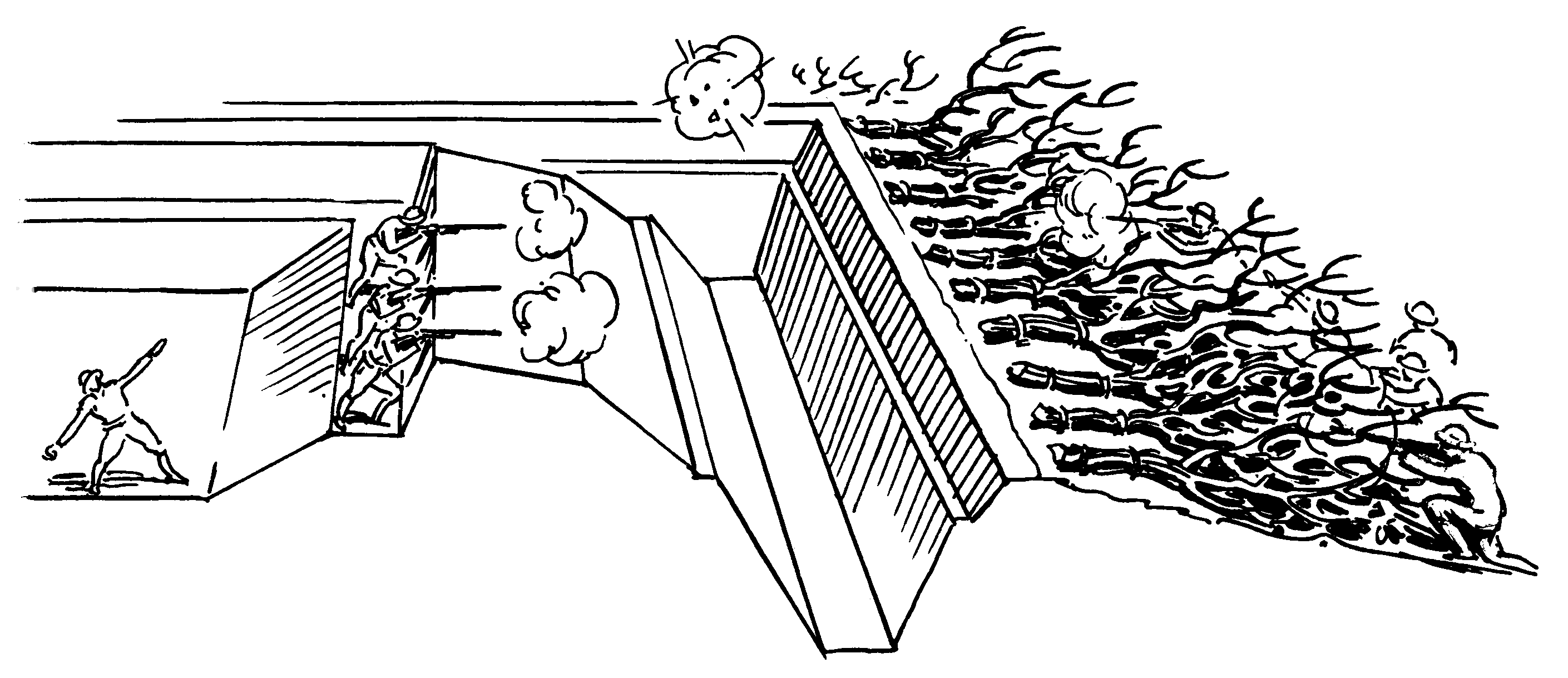
En förhuggning avser att hålla en anfallande fiende under eld så länge som möjligt.

Förhuggningar är en term inom fältbefästningskonsten vilken avser brötar av fällda träd med kronan riktad mot fienden. 

## Utseende
Förhuggningarna hade ofta trädtoppar och grenar spetsade i fienderiktningen. Trädstammarna och grenarna kunde vara sammanflätade eller sammanbundna för att förhindra att de fördes åt sidan. 

## Användning

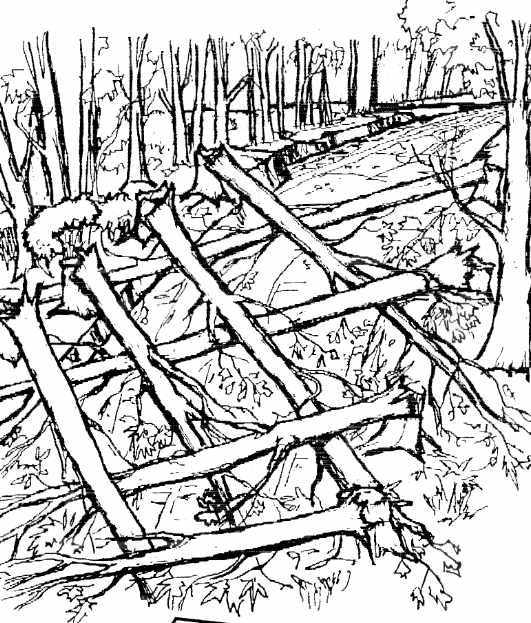
Modern förhuggning för att förhindra fordonstrafik. Åstadkommen med användning av sprängmedel.

Förhuggningar är ett uråldrigt fältarbete som idag oftast är ersatt med taggtrådshinder. I skogklädda områden kan förhuggningar snabbt improviseras. Vid gynnsam väderlek och med lättantändliga trädslag kan dock en förhuggning brännas bort på ganska kort tid.

## Abattis
Den franska termen abattis (inlånad i engelskan) kommer av abattre un arbre (hugga ned ett trä).